# Otto Theodor von Manteuffel
Pour les articles homonymes, voir Manteuffel.

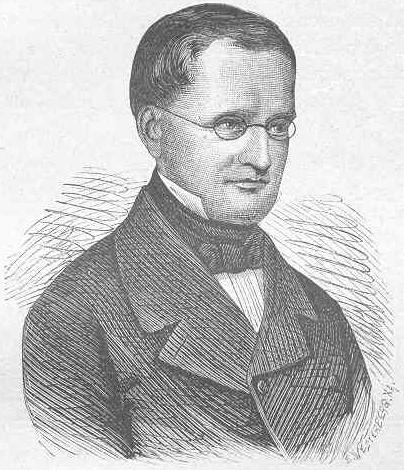
Otto Theodor von Manteuffel

Otto Theodor von Manteuffel, né le 3 février 1805 à Lübben (Spreewald) et mort le 26 novembre 1882 à Drahnsdorf (Basse-Lusace), est un haut fonctionnaire et parlementaire prussien conservateur.

## Biographie
Manteuffel est le fils de Friedrich Otto Gottlob baron von Manteuffel (né le 6 avril 1777 et mort le 20 janvier 1812 à Lübben) et de son épouse Auguste née von Thermo (née le 4 décembre 1782 à Zieckau et morte le 2 mars 1810 à Lübben). Son père est président du gouvernement régional et directeur du consistoire du margraviat de Basse-Lusace. Otto Theodor est le frère aîné du futur ministre prussien de l'agriculture Karl Otto von Manteuffel.
À partir de 1818, Otto Theodor suit des cours à l’École régionale de Pforta, pour se consacrer ensuite à des études de droit, de sciences économiques (Caméralisme) et d'administration, de 1824 à 1827 à Halle. Il y rejoint le Corps Saxonia Halle, une corporation étudiante très active au sein du KSCV.
En 1830, il se présente comme stagiaire, et devient ainsi en 1833 administrateur (de) de l'arrondissement de Luckau (de). En 1841, il entre au Conseil Supérieur d'État à Königsberg, et est nommé vice-président du gouvernement de Stettin en 1843. En 1844, le prince de Prusse, autrefois président du ministère d'État, l'élève au rang de membre du conseil d'État Royal. Il y travailla aux finances jusqu'à sa nomination, en 1845, en tant que directeur au ministère de l'Intérieur. La réunion du Landtag de 1847 lui donne la possibilité de mettre en avant son habileté parlementaire où il se révèle être un énergique défenseur de l'État bureaucratique et un opposant du libéralisme constitutionnel.

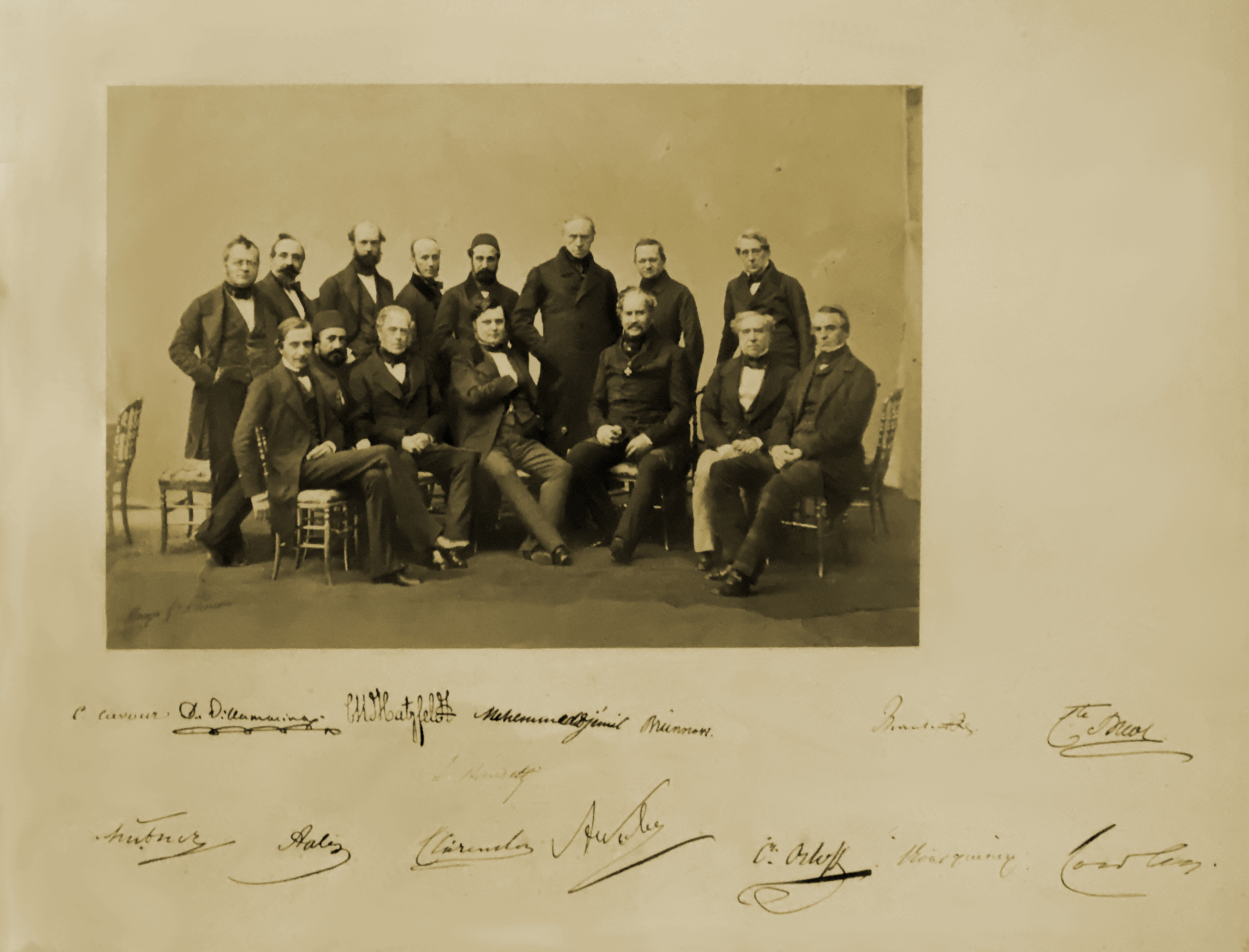
Les plénipotentiaires au congrès de Paris, 1856. Manteuffel est le 7em en partant de la gauche sur le rang du haut

Le 8 novembre 1848, il devient ministre de l'Intérieur au cabinet de Frédéric Guillaume comte de Brandebourg. Il prend une part active à la rédaction de la constitution prussienne du 5 décembre 1848. Leurs représentants élaborent le 26 mai 1849 un projet de Constitution fédérale autour d'une Union restreinte... L'Autriche, coupable d'être pluriethnique, n'est en effet pas invitée à en faire partie.
À la mort du comte de Brandebourg, on lui confie la direction des Affaires Étrangères. Il participe ainsi en novembre 1850 à la Conférence d'Olmütz, envoyé par le nouveau Bundestag. Il recherche par la suite à calmer les esprits, et déclare, en parlant de l'Autriche « Aujourd'hui le Grand a fait un pas en arrière ». Il reçoit sa nomination définitive en tant que président du Ministère d'État et ministre des Affaires Étrangères le 19 décembre 1850. De par ses fonctions, il est plénipotentiaire au congrès de Paris en 1856. Fort du soutien croissant du parti réactionnaire, il resta sur ses positions jusqu'au début de la Régence en octobre 1858.
Le 6 novembre 1858, il est limogé et le personnel de son ministère est licencié. Il se retire alors dans sa propriété de Lusace, et est élu député à Görlitz, sans pouvoir vraiment participer aux futures négociations. À partir de 1864, il devient membre de la Herrenhaus où il apparaît comme réactionnaire dans ses prises de positions et ce, à plusieurs reprises.
En son honneur, une rue a été renommée « Manteuffelstraße » à Kreuzberg, un quartier berlinois. De même à Wilhelmshaven (dans le sud de l'Allemagne) où l'on peut trouver une rue, la "Manteuffelstraße", inaugurée le 17 juin 1869 en présence du roi Frédéric Ier, ainsi qu'une place « Manteuffelplatz » qui portent son nom.

## La reculade d'Olmütz
La Conférence d'Olmütz du 29 novembre 1850, se déroula entre la Prusse, représentée par Otto Theodor von Manteuffel, et l'Autriche, représentée par Felix von Schwarzenberg.
À la suite des annexions de la Hesse-Cassel et du Holstein au sein de la confédération germanique, la Prusse dut céder la suprématie à l'Autriche et fut contrainte d'accepter la reconstitution de la Confédération germanique. Le 29 novembre 1850, à Olmütz, la Prusse renonce provisoirement à fédérer l'Allemagne autour d'elle. La Reculade d'Olmütz a été perçue par les dirigeants prussiens comme une humiliation et la Conférence de Dresde (de) (avril 1851) entérine le retour à la Confédération de 1815.

## Distinctions
- Ordre de l'Aigle noir

- Citoyen d'honneur de Berlin
- Ordre de Saint-André

## Famille
Il épouse le 22 septembre Bertha von Stammer (né le 7 septembre 1807 et mort en 1891) le 22 décembre 1841. Le couple a un fils :
- Otto Carl Gottlieb (né le 29 novembre 1844 et mort le 4 mars 1913), administrateur de l'arrondissement de Luckau (de), marié en 1872 avec Helene Johanne Luise Isidore von Brandenstein (née le 6 janvier 1849 et mort le 4 octobre 1934), une fille du Regierungsrat Karl Heinrich von Brandenstein. Hélène adopte son neveu Hans von Brandenstein en 1927, réglant ainsi la succession du domaine[1].